# Малосевастянівська сільська рада
Малосевастя́нівська сільська́ ра́да — адміністративно-територіальна одиниця та орган місцевого самоврядування у Христинівському районі Черкаської області. Адміністративний центр — село Мала Севастянівка.

## Загальні відомості
- Населення ради: 1 235 осіб (станом на 2001 рік)

## Населені пункти
Сільській раді були підпорядковані населені пункти:
- с. Мала Севастянівка
- с. Вільшанка
- с-ще Іванівка
- с. Козаче

## Склад ради
Рада складалася з 16 депутатів та голови.
- Голова ради: Когут Віктор Олександрович
- Секретар ради: Мельник Любов Миколаївна

### Керівний склад попередніх скликань
| Прізвище, ім'я, по батькові | Основні відомості                                                               | Дата обрання | Дата звільнення |
| --------------------------- | ------------------------------------------------------------------------------- | ------------ | --------------- |
| Березюк Сергій Петрович     | Сільський голова, 1955 року народження, освіта середня спеціальна               | 26.03.2006   | 31.10.2010      |
| Березюк Сергій Петрович     | Сільський голова, 1955 року народження, освіта середня спеціальна, безпартійний | 31.10.2010   | 29.08.2013      |
| Когут Віктор Олександрович  | Сільський голова, 1966 року народження, освіта вища, безпартійний               | 25.05.2014   |                 |

Примітка: таблиця складена за даними сайту Верховної Ради України

### Депутати
За результатами місцевих виборів 2010 року депутатами ради стали:

#### За суб'єктами висування
| Суб'єкт висування                                       | Кількість обраних депутатів | %    |
| ------------------------------------------------------- | --------------------------- | ---- |
| Самовисування                                           | 8                           | 50   |
| Політична партія Всеукраїнське об'єднання «Батьківщина» | 3                           | 18,8 |
| Політична партія «Наша Україна»                         | 3                           | 18,8 |
| Комуністична партія України                             | 1                           | 6,3  |
| Соціалістична партія України                            | 1                           | 6,3  |

#### За округами
| № округу                                                | Прізвище, ім'я, по батькові  | Дата визнання обраним | Освіта             | Партійна приналежність                        | Відомості про обраного депутата                                                                      |
| ------------------------------------------------------- | ---------------------------- | --------------------- | ------------------ | --------------------------------------------- | --- |
| Комуністична партія України                             |                              |                       |                    |                                               | |
| 13                                                      | Наливайко Микола Миколайович | 02.11.2010            | середня            | член Комуністичної партії України             | ДП «ДГ Христинівське» ", водій                                                                       |
| Політична партія Всеукраїнське об'єднання «Батьківщина» |                              |                       |                    |                                               | |
| 3                                                       | Лопата Віктор Іванович       | 02.11.2010            | середня            | позапартійний                                 | Звенигородське «ДЕД», слюсар                                                                         |
| 5                                                       | Макуха Людмила Миколаївна    | 02.11.2010            | вища               | член Всеукраїнського об'єднання «Батьківщина» | Малосевастянівський дит. садок, завідувачка                                                          |
| 14                                                      | Діденко Іван Володимирович   | 02.11.2010            | середня            | позапартійний                                 | ДП"ДГ"Христинівське", зав. мех. майстернею                                                           |
| Політична партія «Наша Україна»                         |                              |                       |                    |                                               | |
| 1                                                       | Касянчук Іван Вікторович     | 02.11.2010            | середня            | член Політичної партії «Наша Україна»         | СТОВ «Зоря Поділля», водій                                                                           |
| 7                                                       | Матенчук Віктор Макарович    | 02.11.2010            | середня            | член Політичної партії «Наша Україна»         | СТОВ «Зоря Поділля», механізатор                                                                     |
| 8                                                       | Лисиця Ніна Миколаївна       | 02.11.2010            | вища               | член Політичної партії «Наша Україна»         | ТОВ «Христинівський молокозавод», бухгалтер                                                          |
| Соціалістична партія України                            |                              |                       |                    |                                               | |
| 2                                                       | Мельник Любов Миколаївна     | 02.11.2010            | середня            | член Соціалістичної партії України            | Малосевастянівська сільська рада, секретар                                                           |
| Самовисування                                           |                              |                       |                    |                                               | |
| 4                                                       | Жарикова Алла Віталіївна     | 02.11.2010            | середня спеціальна | позапартійна                                  | тимчасово не працює                                                                                  |
| 6                                                       | Кадолба Сергій Олександрович | 02.11.2010            | середня спеціальна | позапартійний                                 | тимчасово не працює                                                                                  |
| 9                                                       | Валюк Лариса Сидорівна       | 02.11.2010            | вища               | член Політичної партії «Наша Україна»         | Малосевастянівська загальноосвітня школа I-III ст., заступник директора з виховної роботи            |
| 10                                                      | Валюк Валерій Васильович     | 02.11.2010            | середня            | позапартійний                                 | Христинівська райрада, комендант                                                                     |
| 11                                                      | Бащенко Наталія Юріївна      | 02.11.2010            | середня спеціальна | позапартійна                                  | тимчасово не працює                                                                                  |
| 12                                                      | Дрозденко Людмила Григорівна | 02.11.2010            | вища               | позапартійна                                  | Малосевастянівська загальноосвітня школа I-III ст., вчитель                                          |
| 15                                                      | Аронова Любов Іванівна       | 02.11.2010            | середня            | позапартійна                                  | пенсіонер                                                                                            |
| 16                                                      | Гонтар Галина Максимівна     | 08.08.2011            | середня спеціальна | член Всеукраїнського об'єднання «Батьківщина» | Філія ДП "Державна продовольчо-зернова корпорація України «Хлібна база № 86», оператор обробки зерна |